# MxPx
MxPx (znana wcześniej jako Magnified Plaid i M.P.) – amerykańska grupa punk popowa, utworzona w 1992 roku w Bremerton w stanie Waszyngton. Założyciele grupy to Mike Herrera, Yuri Ruley i Andy Husted.

## Skład
- Mike Herrera – śpiew, gitara basowa i keyboard
- Tom Wisniewski – gitara i śpiew towarzyszący
- Yuri Ruley – perkusja

## Historia
Mike Herrera, Andy Husted i Yuri Ruley zaczynali grać jako piętnastoletnie dzieciaki. Cała trójka chodziła do Central Kitsap High School w pobliżu Silverdale, w stanie Waszyngton. Grali muzykę inspirowaną zespołami takimi jak NOFX i The Descendents oraz innymi zespołami grającymi skate-punk. Nazywali siebie Magnified Plaid. Nie lubili swojej nazwy, więc zredukowali ją do M.P. Na plakatach na swój koncert, które wykonywał Yuri kropki po „M” i „P” wyglądały jak „X”.
W 1995 roku z zespołu odszedł Andy Husted, aby kontynuować naukę. Zastąpił go Tom Wisniewski.

## Dyskografia
- Pokinatcha (1994)
- On the Cover (1995, EP)
- Teenage Politics (1995)
- Move to Bremerton (1996, EP)
- Life in General (1996)
- Slowly Going the Way of the Buffalo (1998)
- Let it Happen (1998, kompilacja)
- At the Show (1999, live)
- The Ever Passing Moment (2000)
- Ten Years and Running (2002, kompilacja)
- The Renaissance (2001, EP)
- Before Everything and After (2003)
- Panic (2005)
- Let's rock (2006)
- Let It Happen (Deluxe Edit) (2006)
- The Late Great Snowball Fight Of 2006 (2006)
- Secret Weapon (2007)
- On The Cover II (2009)